# Markku Aro

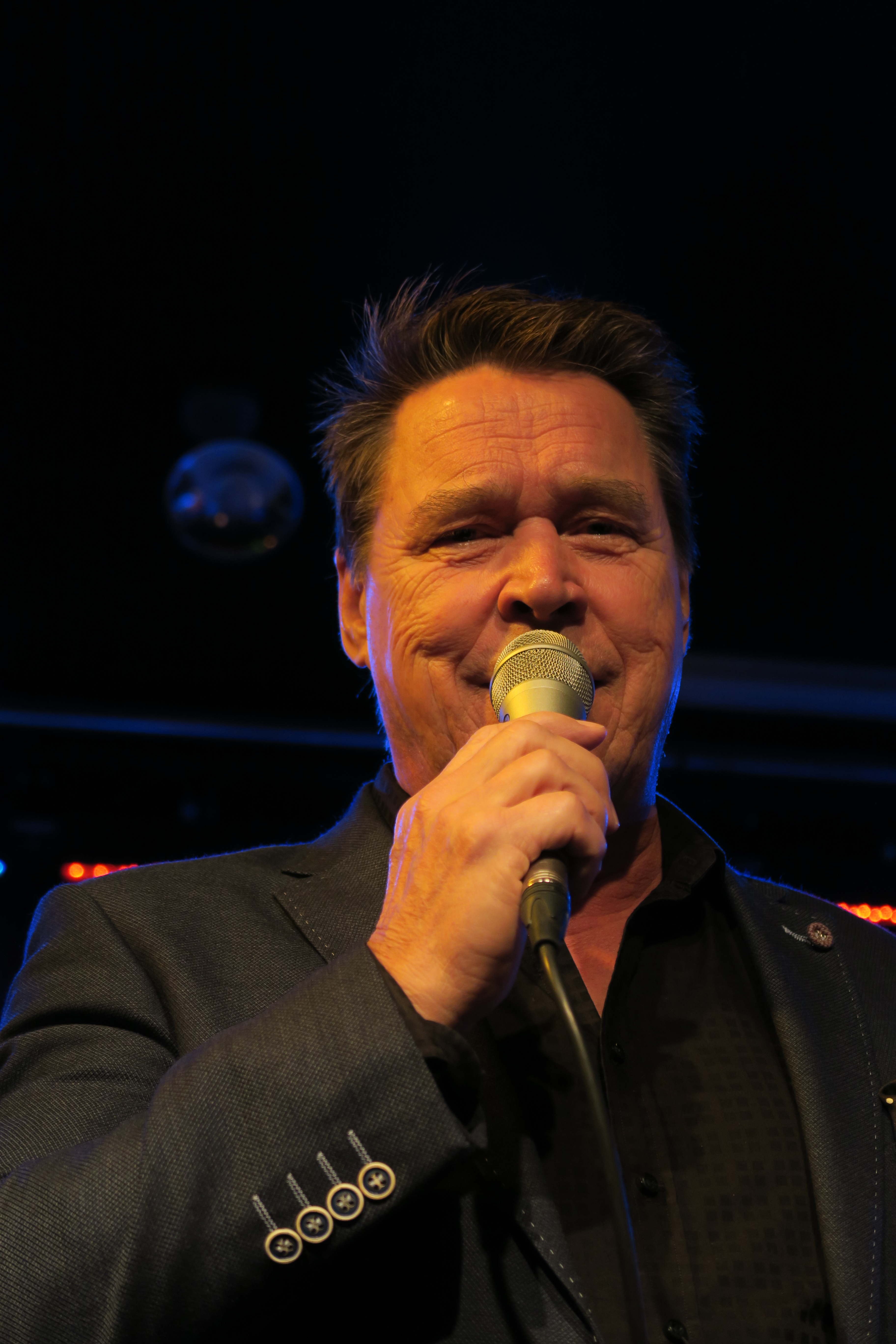
Markku Aro (2015)

Markku Aro (eigentlich: Markku Tuomas Puputti, * 3. Februar 1950 in Mouhijärvi) ist ein finnischer Schlagersänger.

## Leben und Wirken
Er nahm insgesamt sechsmal an der finnischen Vorauswahl zum Eurovision Song Contest teil, aber nur bei seiner zweiten Teilnahme, im Jahr 1971, schaffte er den Sieg. Also durfte er beim Eurovision Song Contest 1971 in Dublin für sein Land antreten. Mit dem Schlager Tie uuteen päivään, zusammen mit dem Gesangsduo Koivistolaiset, erreichte er den achten Platz. Er blieb, vor allem in den 1970er Jahren, ein bekannter Sänger in Finnland.

## Diskografie
Alben
- 1969: Markku Aro
- 1972: Oo – mikä nainen
- 1973: Niin käy kun rakastuu
- 1974: Oma kultasein
- 1975: Katso luontoa ja huomaa
- 1976: Etsin kunnes löydän sun (FI: Gold)[2]
- 1977: Markku Aro
- 1978: Anna aikaa
- 1979: Daniela
- 1981: Mun suothan tulla vierees sun
- 1982: Suojassa saman auringon
- 1985: Markku Aro
- 1990: Kaksi rakkainta
- 1991: Rakastamme vain toisiamme
- 1993: Käsi kädessä
- 1997: Rakkauden toukokuu
- 1999: Menneisyyden sillat
- 2001: Sinetti
- 2006: Kestän mitä vaan